# 9541 Magri
9541 Magri è un asteroide della fascia principale. Scoperto nel 1983, presenta un'orbita caratterizzata da un semiasse maggiore pari a 2,2061782 UA e da un'eccentricità di 0,0942575, inclinata di 5,96938° rispetto all'eclittica.